# Ключиці
Ключиці (пол. Kluczyce) — село в Польщі, у гміні Сецемін Влощовського повіту Свентокшиського воєводства.
Населення — 119 осіб (2011).
У 1975-1998 роках село належало до Ченстоховського воєводства.

## Демографія
Демографічна структура на день 31 березня 2011 року:
|          | Загалом | Допрацездатний вік | Працездатний вік | Постпрацездатний вік |
| -------- | ------- | ------------------ | ---------------- | -------------------- |
| Чоловіки | 65      | 10                 | 48               | 7                    |
| Жінки    | 54      | 7                  | 24               | 23                   |
| Разом    | 119     | 17                 | 72               | 30                   |